# Língua yukaghir de Kolyma

O Yukaghir de Kolyma, conhecida pelos seus falantes como Odul, é uma subdivisão das Línguas yukaghir, que faz parte da família das Línguas paleossiberianas.
Por ser uma língua falada por pequenas populações de yukaghirs de Kolyma, que moram ao redor da bacia do rio Kolyma (localizado no noroeste da Sibéria), há apenas 50 -40 falantes que na média têm em torno de 64 anos, sendo considerada uma língua ameaçada.  Muito disso se deve à destruição do tradicional sistema de subsistência - já que a língua é fortemente conectada com as atividades tradicionais dos yukaghirs, e até recentemente nem era usada na forma escrita - como consequência da entrada dos Evenkis, Yakutis e Evens no território e da colonização russa, que culminou no Império russo, já que eles acabaram causando a destruição de parte da população dos yukaghirs.

## Etimologia
Como o Yukaghir só começou a ser registrado, ou seja, ser escrito em 1989 com a primeira publicação sobre  folclore de Yukaghir por Nikolaeva, a etimologia de Yukaghir é incerta, mas sabe se que yukaghir é como eles se referem a si mesmos quando falam com russos e quando entre eles como Odul.
Também há a possibilidade de que Yukaghir seja considerado um nome genérico de origem tungúsica com significado de pessoa gelada ou congelada.

## Distribuição

Distribuição dos yukaghirs pelo censo de 2010

Distribuição das Línguas yukaghir e divisões tribais no século 17

Os yukagirs habitam o nordeste da Rússia, Sibéria, se concentram majoritariamente em Verkhekholimsky que é um distrito da República de Sakha se estabelecendo em Nelemnoe, que fica no rio Yasachnaya, e em Zyryanka, que fica no rio Kolyma. Alguns vivem no distrito de Srednekolymsk e em Seinchan e Balygychan no distrito de Seredneskansk da região de Magadan do distrito autônomo de Chukchi. Eles se organizam em várias pequenas comunidades que falam o Yukhagir de Kolyma ou o Yukaghir e Tundra, e que embora venham da mesma família, Yukaghir, são completamente diferentes entre si.
Os Yukagirs se organizavam num sistema clanico-tribal, com pequenas comunidades semi-nômades e monolinguísticas de cerca de 2 a 3 famílias, implicando em variações linguísticas entre as várias tribos Yukagirsque existiam.Embora eles sejam do mesmo grupo étnico e as língas sejam todas da mesma família, cada tribo tinha sua própria maneira de falar o yukaghir.
Com o passar do tempo esses dialetos começaram a se fundir ou desaparecer, e atualmente, as únicas que sobraram foram o Yukaghir de Kolyma, falado nas comunidades mais ao sul, e o Yukaghir de Tundra, mais ao norte. Por serem uniões de variações linguísticas diferentes e estarem em contato com etnias diferentes, por exemplo, os Yukaghirs de Tundra tiveram muito contato com os Evans e os Yukaghirs de Kolyma vêm passando pela russificação desde o século 19, eles se tornaram mutualmente incompreensíveis.
O Chuvan e o Omok, duas línguas consideradas extintas pela UNESCO, são exemplos de línguas que provavelmente também eram da família yukaghir.
A partir de dados extraídos por alguns pesquisadores de épocas diferentes é possível chegar à conclusão de que  o Chuvan e o Omok eram línguas que também pertenciam ao yukaghir e que ao longo do tempo e suas mudanças históricas as várias línguas da família yukaghir foram extinguidas ou fundidas e que o Tundra e o Ykaghir foram se diferenciando mais ainda, até se tornarem línguas bem diferentes entre si.

## Fonologia
O Yukaghir de Kolyma possui 6 fonemas vocálicos, cada um com suas respectivas versões alongamento vocálico, totalizando 12, e 21 consonantais, podendo incluir variações, e somando essas variações totalizaria 29. Também há o morfonema {E}, que pode ser representado pelo fonema /ə/.
No Yukaghir de Kolyma ocorre um fênomeno chamado Harmonia vocálica.

### Consoantes
O Yukaghir de Kolyma possui vários fonemas que são utilizados no portugûes, tendo de diferente apenas os fonemas: /q/, /ŋ/, /ʋ/, /j/ e //.

#### Algumas coisas que mudaram(2003-2024)
1.O /ʔ/ aparece apenas em algumas interjeições.
2.Os fonemas uvulares /q/ e /ʁ/ estão sendo gradativamente sendo substituídos pelo
/x/ e /ɣ/, que são baseadas na fonética russa, e estão sendo consideradas como alófonos livres.
3.Existem consoantes que estão sendo incorporadas do russo, mas não são originalmente do Yukaghir de Kolyma, como o /s/ e o /v/.
|                     | Bilabial | Labiodental | Alveolar | Pós-alveolar | Palatal | Velar | Uvular |
| ------------------- | -------- | ----------- | -------- | ------------ | ------- | ----- | ------ |
| Plosiva             | p b      |             | t d      |              |         | k g   | q -    |
| Africativa          |          |             |          | t͡ʃ d͡ʒ        |         |       |        |
| Fricativa           |          |             |          | ʃ ʒ          |         | - ɣ   |        |
| Nasal               | - m      |             | - n      |              | - ɲ     | - ŋ   |        |
| Aproximante lateral |          |             | - l      |              | - ʎ     |       |        |
| Vibrante            |          |             | - r      |              |         |       |        |
| Aproximante         |          | - ʋ         |          |              | - j     |       |        |

As consoantes da esquerda são avozeadas e as da direita são vozeadas
Nota: As tabelas de consoantes dos livros A Grammar of Kolima Yukaghir e The Yukaghir language family estão um pouco diferentes dos dados do IPA

### Vogais
No Yukaghir de Kolyma as vogais podem ser separadas em vogais curtas ou longas. Para representar uma vogal longa na escrita basta repetir a letra na palavra ou escrever um traço em cima da vogal longa.

#### Alguns detalhamentos
1. As vogais longas /eː/, /øː/, /oː/ podem ser pronunciadas como os ditongos decrescentes [ie], [uø], [uo] em sílabas tônicas ou sílabas anteriores ao morfema {E}.
2.As vogais curtas são usadas em sílabas atônicas.
3.O /i/ pode ser substituído, pelo alófono [ɤ]quando aparece depois de uma consoante apalatal.
4.O ditongo [uo] pode ser usado em palavras com prefixos.
|             | Anterior | Posterior |
| ----------- | -------- | --------- |
| Fechada     | i -      | - u       |
| Semifechada | e ø      | - o       |
| Aberta      | - -      | ɑ -       |

A vogal a direta é arredondada e a da esquerda é não arredondada

## Ortografia
O Yukaghir de Kolyma é uma língua que até recentemente não era escrita. Seu primeiro registro foi na primeira publicação do livro Yukaghir folklore e atualmente utiliza o alfabeto cirílico.
| Letra do alfabeto | Fonema |
| ----------------- | ------ |
| А а               | [a]    |
| Б б               | [b]    |
| В в               | [ʋ]    |
| Г г               | [g]    |
| Ҕ ҕ               | [ɣ]    |
| Д д               | [d]    |
| Җ җ               | [d͡ʒ]   |
| Е е               | [e]    |
| Ә ә               | [ə]    |
| Ё ё               | [jo]   |
| Ж ж               | [ʒ]    |
| З з               | [z]    |
| И и               | [i]    |
| Й й               | [j]    |
| К к               | [k]    |
| Қ қ               | [q]    |
| Л л               | [ɭ]    |
| Ль ль             | [ʎ]    |
| М м               | [m]    |
| Н н               | [n]    |
| Нь нь             | [ɲ]    |
| Ҥ ҥ               | [ŋ]    |
| О о               | [o]    |
| Ө ө               | [ø]    |
| П п               | [p]    |
| Р р               | [r]    |
| С с               | [s]    |
| Сь сь             | [ç]    |
| Т т               | [t]    |
| У у               | [u]    |
| Ф ф               | [f]    |
| Х х               | [x]    |
| Ц ц               | [ɕ]    |
| Ч ч               | [t͡ʃ]   |
| Ш ш               | [ʃ]    |
| Щ щ               | [ʆƫʆ]  |
| Ы ы               | [ɯ]    |
| Э э               | [eː]   |
| Ю ю               | [ju]   |
| Я я               | [ja]   |

## Gramática
O Yukaghir de Kolyma é uma língua extremamente sintética e aglutinante. Ela possui muitos sufixos e cinco tipos de prefixos, sendo eles dois de polaridade(afirmação ou negação), um reflexivo(ação no próprio agente), um recíproco(do agente para o outro e vice-versa) e um de irrealis(contrafactual).
O Yukaghir de Kolyma é composto por substantivos, verbos, alguns tipos de advérbios, e cinco classes, sendo elas os pronomes e suas proformas, posposições, partículas e interjeições, uma característica bem uníca do Yukaghir de Kolyma é a inexistência de adjetivos.
De maneira geral, o Yukaghir de Kolyma possui uma maneira bem diferente de criar frases quando comparado ao português. Ele usa algumas palavras-chave, que seriam as classes de palavras que eles têm, e com o uso de partículas, como sufixos e prefixos se decide a função sintática delas, formando frases coerentes.

### Pronomes

#### Pronomes pessoais
O yukaghir de Kolyma possui pronomes pessoais que são divididos da mesma maneira que no português, em referência a número e pessoa, mas eles possuem vários casos gramaticais, que envolvem várias flexões, e que são diferentes das que usamos.
Para realizar as flexões basta colocar os sufixos a seguir, sendo que cada caso modifica cada pronome de uma maneira diferente. Assim como no português temos os pronomes pessoais do caso reto e os pronomes pessoais do caso oblíquo, no Yukaghir de Kolyma temos vários casos gramaticais que são usados para modificar o pronome de maneira sintática.
|          | Primeira | Segunda | Terceira |
| -------- | -------- | ------- | -------- |
| Singular | met      | tet     | tude(l)  |
| Plural   | mit      | tit     | titte(l) |

|                      | 1 singular | 2 plural  | 3 singular |
| -------------------- | ---------- | --------- | ---------- |
| Nominativo           | met        | tit       | tude-l     |
| Predicativo          | met-ek     | tit-ek    |            |
| Acusativo pronominal | met-ul     | tit-ul    |            |
| Acusativo            | met-kele   | tit-kele  | tude-gele  |
| Dativo               | met-in     | tit-in    | tud-in     |
| Locativo             | met-ke     | tit-ke    | tude-ge    |
| Ablativo             | met-ket    | tit-ket   | tude-get   |
| Prolativo            | met-ken    | tit-ken   | tude-gen   |
| Comitativo           | met-ɲe     | tit-ɲe    | tude-ɲe    |
| Possessivo           | met        | tit       | tude       |
| Possessivo livre     | met-ʎe     | tit-ʎe    | tude-ʎe    |
| Intensificado        | met-id͡ʒie  | tit-id͡ʒie | tud-id͡ʒie  |

As flexões dos outros três, 1 plural, 2 singular, 3 plural, são análogas ao dos seus respectivos plural ou singular. Basta colocar os mesmos sufixos.
O pronome intensificado serve para enfatizar o que está fazendo a ação ou para demonstrar que ele está realizando a sozinho.

#### Pronomes possessivos
Os pronomes possessivos da 1 e 2 pessoa são usados como mostra a tabela, mas os pronomes da 3 pessoa só podem ser usadas como na tabela se eles também estiverem se referindo ao que o sujeito está caso contrário, é necessário usar um marcador de posse.
O pronome possessivo livre serve para se referir a um objeto de alguém em vez de um objeto que aparece na frase(não é tão utilizado e está se tornando obsoleto).

#### Pronomes demonstrativos e interrogativos
No Yukaghir de Kolyma os pronomes interrogativos são vários e são diferenciados pelas suas funções sintática. Já os pronomes interrogativos são separados de maneira semelhante aos do português.
|             | Próximo    | Separado\Longe      | Distante(não visível) | Interrogativo |
| ----------- | ---------- | ------------------- | --------------------- | ------------- |
| Atributivo  | tiŋ        | adiŋ ~ ediŋ         | taŋ                   | qadi          |
| Nominativo  | tuøn~tuʋen | aduøn               | taʋun                 | qadōn         |
| Locativo    | tī         | adā                 | tā                    | qo-n          |
| Prolativo   |            | adā-n               |                       |               |
| Ablativo    | tī-t       | adā-t               | tā-t                  | qo-t          |
| Delativo    | ti-ŋide    | ada-ŋide ~ adi-ŋide | tā-ŋide               | qa-ŋide       |
| Qualitativo | tīt-mie    |                     | tāt-mie               | qodi-mie      |
| Temporal    | tī-ne      | tudā                | tā-ne                 | qanin         |

Em alguns casos raros é necessário o uso de marcadores específicos em vez do pronome.

### Verbos
No Yukaghir de Kolyma os verbos são divididos em quatro formas, forma finita, forma atributiva, forma nominal e a forma que muda a referência.

### Tempos verbais
No Yukaghir de Kolyma os tempos verbais são baseados em duas oposições morfológicas, sendo elas:
1.Não futuro(marcador de tempo zero) vs. Futuro(sufixo -t(e)-) vs. Irrealis(prefixos et- ~ ot-).
2.Não inferncial(marcador de tempo zero) vs. Inferencial(sufixo -ʎel-) vs. prospectivo(sufixo -moʒi-).
Exemplo: verbo "ā" fazer
a.Sem marcação: ā-m
b.Futuro: ā-te-m
c.Irrealis: m-et-ā-m
d.Inferencial: ā-ʎel-u-m
e.Prospectivo: ā-moʒi-m
f.Hpotético: ā-ʎel-te-m
Também há mais combinações para uso de outros tempos verbais.

#### Forma finita
A forma finita é usada em sentenças que só tem uma oração ou na oração principal de uma sentença com várias orações.
Indicativo
|      | Forma básica | Forma básica | Objeto como foco | Objeto como foco |
| ---- | ------------ | ------------ | ---------------- | ---------------- |
|      | Não-Futuro   | Futuro       | Não-Futuro       | Futuro           |
| 1SG  | juø          | juø-t        | juø-me           | juø-te-me        |
| 2SG  | juø-me-k     | juø-te-me-k  | juø-me           | juø-te-me        |
| 3SG  | juø-m        | juø-te-m     | juø-me-le        | juø-te-me-le     |
| 1PL  | juø-j        | juø-te-j     | juø-l            | juø-te-l         |
| 2PL! | juø-met      | juø-te-met   | juø-met          | juø-te-met       |
| 3PL  | juø-ŋā       | juø-ŋi-te-m  | juø-ŋi-le        | juø-ŋi-te-m-le   |

|     | Forma básica | Forma básica   | Sujeito como foco | Sujeito como foco |
| --- | ------------ | -------------- | ----------------- | ----------------- |
|     | Não-Futuro   | Futuro         | Não-Futuro        | Futuro            |
| 1SG | ʃohie-je     | ʃohie-te-je    | ʃohie-l           | ʃohie-te-l        |
| 2SG | ʃohie-je-k   | ʃohie-te-je-k  | ʃohie-l           | ʃohie-te-l        |
| 3SG | ʃohie-j      | ʃohie-te-j     | ʃohie-l           | ʃohie-te-l        |
| 1PL | ʃohie-je-ʎi  | ʃohie-te-j-ʎi  | ʃohie-l           | ʃohie-te-l        |
| 2PL | ʃohie-je-met | ʃohie-te-j-met | ʃohie-l           | ʃohie-te-l        |
| 3PL | ʃohie-ŋi     | ʃohie-ŋi-te-j  | ʃohie-ŋi-l        | ʃohie-ŋi-te-l     |

#### Forma atributiva
A forma atributiva é dividida em duas, a forma atributiva ativa e a forma atributiva passiva.
A forma atributiva ativa é usada para montar orações subordinadas adjetivas. Muitas vezes serve para atribuir características, tendo uma função bem semelhante ao dos adjetivos.
A forma atributiva passiva é usada para maontar orações subordinadas adjetivas com palavras que estão relacionadas ao sujeito, mas não direto a ele.
Para usar a forma atributiva ativa basta adicionar o sufixo -j(e) aos verbos conjugados como mostrado nas tabelas da forma finita e para a forma atributiva passiva usa os mesmos sufixos dos verbos conjugados como objeto como foco. Ambas podem estar no futuro, mas é incomum.

#### Forma nominal
Existem quatro tipos principais de formas nominais, sendo:
•Nominal de ação
Indicado pelo sufixo(-l). O nominal de ação serve para expressar fatos ou situações.
•Nominal de resultado
Indicado pelo sufixo(-ōl). O nominal de resultado serve para variadas situações. Resumidamente ele serve para denotar algo que foi o resultado de uma determinada situação.
•Nominal de sujeito
Indicado pelo sufixo(jōd) ~ (jōn). O nominal de sujeito serve para indicar que uma entidade participou ou talvez participará da ação indicada pelo verbo.
•Nominal relativo
Indicado pelo sufixo(-ben) pode ser usado junto ao sufixo que indica atribuição ou o de nominal de ação. O nominal relativo serve para construir orações que não possuem um sujeito que é uma entidade específica.

#### Forma converbal(muda referência)
On converbos são separados baseados em duas oposições gramaticais, mesmo sujeito vs. sujeito diferente, e situação ordinária vs. situação hipotética\condicional.

### Ordem de frase
No Yukaghir de Kolyma a ordem mais comum é Sujeito-Objeto-Verbo(SOV). Mas apesar dessa ordem, principalmente nas orações de forma finita, são mais flexíveis e podem ser descritos da forma tópico-foco-verbo-(pós-tópico).
As orações do tipo SOV podem ser modificadas de algumas maneiras:
•Deslocação para direita
O sujeito da frase nominal, frase com um substantivo como principal, pode ser realocado para mais a direita, ou seja, colocado para o final. Ele ocorre em frases com sujeitos fáceis de reconhecer e é comumente chamado de topicalização pós ideia.
•Ordem relativa de constituintes pré-verbais
O adjetivo, que seria um pré-verbo, pode ser posicionado antes do sujeito da oração. Outra opção é posicionar um não foco antes do sujeito. A ordem dos objetos também é flexível, podendo ser o objeto direto antes do objeto indireto ou o contrário. Geralmente ele segue a ordem tópico-fico-verbo-(pós-tópico) e com a frase nominal mais relacionado ao escopo próximo ao verbo e se tiver só uma frase nominal ela ocupa o lugar do pré-verbo.

## Vocabulário

### Numeração
Assim como boa parte do Yukaghir de Kolyma é feito a partir de aglutinação de palavras, a numeração segue uma ideia parecida.
|    | Forma atributiva | raiz do verbo cardinal |
| -- | ---------------- | ---------------------- |
| 1  | irk-in           | irkie-                 |
| 2  | atq-un           | ataq-lō-               |
| 3  | jā-n             | ja-lō-                 |
| 4  | ilek-un          | ilek-lō-               |
| 5  |                  | ɲahan-bō-              |
| 6  | malha-n          | malhijā-lō-            |
| 7  | purkī-n          | purki-jō-              |
| 8  | malhīlek-un      | malhīlek-lō-           |
| 9  |                  | kunerkiʎd͡ʒō(ʎ)-        |
| 10 | kuɲ-in           | kunel-ō-j-             |

Para formar os números de 11 a 19 seria como 10 + 1, 2, ..., então se usa o kun + forma atributiva + proposição "budie" acima. Para os números de 20 a 100 é como escrever por extenso cada dígito(ex: "ataq-un kuɲel"doze). Muitas vezes só se é usado a forma russa de escrever.

### Lista de algumas palavras
Alguns vocábulos do Yukaghir de Kolyma:
| Yukaghir de Kolyma | Tradução para o português |
| ------------------ | ------------------------- |
| ām                 | fazer                     |
| abudāj             | deitar                    |
| abut               | caixa, ninho              |
| āt͡ʃe               | veado doméstico           |
| adil               | garoto                    |
| ahī                | secretamente              |
| ahime              | companheiro               |
| ahurpej            | sofrer                    |
| ajāj               | ficar feliz               |
| ajibī              | alma                      |
| ajī                | ainda                     |
| ajīm               | atirar                    |
| ajlīm              | proibir                   |
| aʎ                 | perto                     |
| alme               | chamã                     |
| am-dej             | morrer                    |
| amun               | osso                      |
| anān               | propositalmente           |
| aɲd͡ʒe              | líder                     |
| and͡ʒīm             | chamar                    |
| an-ɲej             | falar                     |
| anil               | peixe                     |
| aniri              | tripa, intestino          |
| anurem             | amar                      |
| aŋa                | boca                      |
| aŋt͡ʃīm             | procurar                  |
| aŋd͡ʒe              | olho                      |
| aŋdile             | falcão                    |
| aŋnume             | primeiramente             |
| ataledajm          | vender                    |
| aʒū                | palavra, língua           |
| bejd͡ʒie            | em todo lugar             |
| bojçe              | completamente             |
| t͡ʃāj               | ser pequeno               |
| t͡ʃāt͡ʃā             | irmão mais velho          |
| t͡ʃebiʎ             | tundra                    |
| t͡ʃekt͡ʃ-iʎ          | especialista              |
| t͡ʃemej             | tia                       |
| t͡ʃilge             | galho                     |
| t͡ʃinem             | cortar árvore             |
| t͡ʃirt͡ʃe-gej        | pular                     |
| t͡ʃō                | buraco                    |
| t͡ʃobine            | lança                     |
| t͡ʃobul             | mar                       |
| t͡ʃolhore           | lebre                     |
| t͡ʃūl               | carne                     |
| t͡ʃūʎd͡ʒī            | conto de fadas            |
| t͡ʃuge              | caminho                   |
| t͡ʃuŋum             | contar, ler               |
| t͡ʃuø               | já                        |
| t͡ʃuøte             | sempre                    |
| d͡ʒe                | agora                     |
| de                 | também                    |
| ed͡ʒi               | viver                     |
| et͡ʃie              | pai                       |
| et͡ʃkerīm           | atacar                    |
| eje                | arco                      |
| ejme               | preço                     |
| ejmej              | observar, olhar           |
| ejmunde            | metade                    |
| ekt͡ʃiʎ             | barco                     |
| eʎed͡ʒōj            | desaparecer               |
| elil               | mochila                   |
| emil               | noite                     |
| emd͡ʒe              | irmão mais novo           |
| emej               | mãe                       |
| epie               | avó                       |
| eriç               | mal                       |
| eʋrej              | andar                     |
| ibim               | chupar                    |
| ibiʎej             | chorar                    |
| idejne             | às vezes                  |
| idek               | impossível                |
| iʎeje              | vento                     |
| imil               | pescoço                   |
| imit͡ʃume           | cisne                     |
| ind͡ʒej             | costurar                  |
| iril               | barriga, estômago         |
| jadum              | enviar                    |
| jahil              | costa, borda              |
| jalhil             | lago                      |
| jaɲʒe              | ganço                     |
| jaqtej             | cantar                    |
| jarqe              | gelo                      |
| jedie              | tio                       |
| jedul              | trovão                    |
| jeket͡ʃān           | pote                      |
| jerej              | nadar                     |
| jieç               | cair                      |
| jien               | outro                     |
| jōbō               | floresta                  |
| jōdej              | jogar                     |
| jodom              | amarrar                   |
| jodod͡ʒube          | esquilo                   |
| johotī             | flecha                    |
| johul              | nariz                     |
| jollerā            | mulher velha              |
| joŋʒem             | esquecer                  |
| jonʒiç             | dormir                    |
| jowʎetʎej          | amar                      |
| joʋle              | tarde                     |
| joʋlud͡ʒej          | perguntar                 |
| jugīm              | beijo                     |
| jugul              | árvore alta               |
| jurōj              | se curvar                 |
| kejm               | dar                       |
| kenkerā            | balde                     |
| ket͡ʃīm             | trazer                    |
| kit͡ʃum             | ensinar, treinar          |
| ket͡ʃil             | fim                       |
| kie                | amigo                     |
| kiegen             | entre                     |
| kimd͡ʒī             | lutar                     |
| kimdāɲej           | mentir, enganar           |
| kimnī              | chicote                   |
| kind͡ʒe             | lua, mês                  |
| kiʃen              | mostrar                   |
| kødiel             | lobo                      |
| kødim              | certo                     |
| køj                | menino                    |
| kølit͡ʃe            | esqui                     |
| kuødem             | bater                     |
| kudej              | transformar, virar        |
| kudul              | lama                      |
| kukul              | diabo                     |
| kurul              | celeiro                   |
| larqul             | raiz                      |
| lebie              | terra                     |
| legum              | comer                     |
| lej-dīm            | saber, lembrar            |
| lepul              | sangue                    |
| lolhoj             | ferver                    |
| loŋdej             | dançar                    |
| lot͡ʃil             | fogo                      |
| ludul              | ferro                     |
| ʎej                | existir                   |
| ʎīm                | ter                       |
| ʎomd͡ʒej            | desbotar                  |
| mahil              | casaco                    |
| majle              | cabelo                    |
| manʃøjʎbul         | rato                      |
| marqiʎ             | menina                    |
| mēmē               | urso                      |
| medum              | informar                  |
| melut              | peito                     |
| merej              | voar                      |
| meʒʒej             | escutar                   |
| mided͡ʒe            | agulha                    |
| midoj              | vagar, imaginar           |
| miem               | esperar                   |
| mino               | jangada                   |
| modoj              | sentar                    |
| moho               | chapéu                    |
| mojm               | manter, guardar           |
| molil              | baía                      |
| moʒolupkā          | coruja                    |
| mure               | sapato                    |
| nīŋqār             | tempestade de neve        |
| niŋie              | temperamento, humor       |
| nodo               | pássaro                   |
| noho               | areia                     |
| nojdīm             | vigiar                    |
| nølbōj             | sorrir                    |
| nuøm               | rir                       |
| nugum              | achar, obter              |
| nugen              | braço, mão                |
| numø               | casa                      |
| ɲahā               | junto                     |
| ɲelbe-dejm         | pele de animal            |
| ɲelīm              | lamber                    |
| ɲier               | roupa                     |
| ɲigiʒe             | ontem                     |
| ɲūn                | nome                      |
| ōn                 | calça                     |
| odul               | Yukaghir                  |
| ohoq               | forno                     |
| olboʎe             | fêmea                     |
| olom               | roubar                    |
| omnī               | povo, família             |
| omnuge             | vergonha                  |
| onor               | língua(órgão)             |
| ōrom               | apontar                   |
| ōʒem               | beber                     |
| øøn                | criança                   |
| ønme               | cognição, memória         |
| ørul               | gritar                    |
| pābā               | irmã mais velha           |
| padum              | cozinhar                  |
| pajpe-d emd͡ʒe      | irmã mais nova            |
| palāj              | escapar                   |
| parā               | tempo                     |
| parnā              | corvo                     |
| ped͡ʒel             | cheirar                   |
| peʒel              | faísca                    |
| pie                | montanha                  |
| piedej             | queimar                   |
| piedit͡ʃe           | dedo                      |
| pierī              | asa                       |
| pō                 | órfão, viúva              |
| porē               | primavera                 |
| pod͡ʒe-rqo          | dia                       |
| pohoʒil            | joelho                    |
| pojnej             | luz                       |
| poŋde              | dinheiro, moeda           |
| poŋit͡ʃe            | gordo                     |
| pøgi               | correr                    |
| puge               | verão                     |
| pugelbie           | pelo, pena                |
| pugedaɲd͡ʒe         | rei                       |
| pugiʎ              | lorde, dono               |
| pukeʎe             | neve                      |
| punke              | colina                    |
| punnume            | vizinho                   |
| qādmudul           | anel                      |
| qāqā               | avô                       |
| qār                | pele                      |
| qamiem             | ajudar                    |
| qartem             | dividir                   |
| qojl               | deus                      |
| qolil              | som, barulho              |
| qorobe             | vaca                      |
| ʃāl                | árvore, graveto           |
| ʃaqale             | raposa                    |
| ʃaʃahaç            | quebrar                   |
| ʃaʃil              | armadilha                 |
| ʃobodaŋiʎ          | janela                    |
| ʃohunme            | líquen                    |
| ʃoŋd͡ʒile           | período de cheia          |
| ʃoromo             | humano                    |
| ʃoʋhe              | prato                     |
| ʃøbiʎ              | pico                      |
| ʃøjl               | pedra                     |
| ʃørile             | cor, pintura              |
| ʃubed͡ʒe            | coração                   |
| ʃure               | corpo                     |
| ted-ul             | fortuna                   |
| terike             | esposa                    |
| tibo               | chuva                     |
| tibohoj            | piscar                    |
| toburaq            | poeira                    |
| todiem             | morder                    |
| tojnum             | dirigir(um rebanho)       |
| toʋke              | cachorro                  |
| tukne              | unha                      |
| uguje              | amanhã                    |
| ujç                | nascer                    |
| ūjīm               | trabalhar                 |
| uʎege              | grama                     |
| uldem              | terminar                  |
| uneme              | orelha                    |
| unmut              | milho                     |
| unuŋ               | rio                       |
| urun               | cama                      |
| ūʃem               | tocar, mover              |
| uʒʒō               | arma                      |